# یمن (استان ساسانی)
یمن یکی از استان‌های شاهنشاهی ایران در اواخر دوران باستان در جنوب غربی شبه جزیره عربستان بود. مرزهای یمن ساسانی تقریباً با یمن امروز مطابقت داشت.
یمن در سال ۵۷۰ میلادی توسط گروه کوچکی از اسواران ارسالی خسرو انوشیروان به سرکردگی وهریز فتح شد. وهریز مأموریت داشت تا شاهزاده حِمَیری یعنی سیف بن ذی‌یزن را که پس از حمله حبشه‌ای‌ها تاج و تخت خود را دست داده بود، به‌عنوان دست‌نشانده ایران بر تخت فرمانروایی یمن بنشاند. وهریز با موفقیت مأموریت خود را به انجام رساند و به تیسفون بازگشت. احتمالاً این حمله ساسانیان مجازاتی برای همکاری حبشه‌ای‌ها با رومیان در جریان تجارت ابریشم بوده است. به هر ترتیب، ساسانیان با فتح یمن بر تمامی راه‌های آبی که شرق را به غرب متصل می‌کرد، چیره شدند.
با این حال، در سال ۵۷۵ یا ۵۷۸، سیف در حمله مجدد حبشه‌ای‌ها کشته شد و وهریز مجبور گردید تا برای فتح یمن به عربستان بازگرد، این بار با نیرویی متشکل از چهار هزار سرباز. وی باز هم موفق بود و بار دیگر نیروهای حبشه را از یمن بیرون راند و خود نیز به عنوان فرماندار یمن در آنجا ماند.
مدتی پس از سرنگونی و مرگ خسرو پرویز در سال ۶۲۸، یمن توسط محمد فتح شد.

## فتح یمن ساسانی توسط مسلمانان
علی ابن ابی طالب به دستور محمد و با سیصد اسب سوار حرکت کرد و این سواران نخستین سوارانی بودند که به سرزمین یمن ساسانی وارد شده بودند. چون به نزدیکترین ناحیه که سرزمین مذحج بود، رسیدند، یاران علی پراکنده شدند و مقداری غنایم و اسیر به‌دست آوردند که شتر و میش و غیره بود. علی، «بریدة بن حصیب» را به سرپرستی غنایم منصوب کرد و پیش از آنکه به سپاهی از آنان برخورد کند، همه غنایم را در اختیار بریده گذاشت. سپس به گروهی از آنان برخورد کرد و آنها را به اسلام دعوت کرد و تحریض و ترغیب کرد که نپذیرفتند و شروع به کشتن سپاه علی کردند. علی پرچم را به «مسعود بن سنان سلمی» داد و او پیش رفت. مردی از قبیله مذحج شروع به هماورد خواستن کرد. «اسود بن خزاعی سلمی» به نبرد او رفت و هر دو اسب سوار بودند. ساعتی در میدان جولان کردند تا آنکه اسود او را کشت و جامه و سلاح او را برداشت. آنگاه علی با سپاه خود به آنها حمله کرد که بیست نفر از آنان کشته و بقیه متفرق شده، گریختند و پرچم خود را همچنان نصب شده باقی گذاشتند.

## فهرست فرمانداران
| تاریخ           | فرماندار  |
| --------------- | --------- |
| ۵۷۵ (یا ۵۷۸) -؟ | وهریز     |
| ؟ -؟            | مرزبان    |
| ؟ -؟            | بیانگر    |
| ؟ -؟            | خوره خسرو |
| ؟ -۶۲۸          | باذان     |